# Mark Harmon
Mark Harmon (n.  2 septembrie 1951 în Burbank, Los Angeles) este un actor american.

## Biografie
Tatăl lui Harmon, Tom Harmon este un cunoscut jucător de fotbal american iar mama sa actrița Elyse Knox. Harmon a studiat la University of California, unde a făcut parte între 1972 și 1973 din echipa de fotbal a universității. În anul 1973 i s-a decernat premiul National Football Foundation Award.
În 1986 primește din partea revistei People Magazine evidențierea Sexiest Man Alive. În același an joacă în seria de televiziune Ted Bundy în  filmul Marvin J. Chomsky și este nominalizat pentru Globul de Aur.
Harmon a jucat în filmul The Presidio din anul 1988 lângă Sean Connery și Meg Ryan, în filmul Stealing Home în anul 1988 lângă Jodie Foster. El este cunoscut și din seria Flamingo Road și Chicago Hope. Pentru rolul Dicky Cobb în seria de televiziune Reasonable Doubts, a fost nominalizat Harmon în anul 1992 și 1993 pentru Globul de Aur.
Din 2003 joacă Harmon în seria de televiziune NCIS: Anchetă militară în rolul lui agentului federal cu numele de Leroy Jethro Gibbs.
Din anul 1987 este căsătorit cu actrița Pam Dawber (Mindy din Mork vom Ork)și are doi băieți.

## Filmografie
- 1978 Sosea odată un călăreț (Comes a Horseman), regia Alan J. Pakula
- 1979 Noi aventuri pe vasul Poseidon (Beyond the Poseidon Adventure). regia Irwin Allen
- 1981 Flamingo Road serial TV
- 1986 Prințul din Bel Air (Prince of Bel Air), regia Charles Braverman
- 1987 Summer School
- 1988 The Presidio
- 1988 Stealing Home
- 1991 Dillinger
- 1994 Natural Born Killers
- 1994 Wyatt Earp
- 1995 Ultima cină (The Last Supper), regia Stacy Title
- 1996-2000 Chicago Hope, serial
- 1998 Fear and Loathing in Las Vegas
- 2001 Crossfire Trail
- 2000 Iubire din trecut
- 2003 Freaky Friday
- 2003-prezent NCIS: Anchetă militară, serial
- 2004 Chasing Liberty